# Nothing's Gonna Change My Love for You
〈Nothing's Gonna Change My Love for You〉는 마이클 매서와 제리 고핀이 작곡한 곡이다. 이 음반은 원래 미국의 가수이자 기타리스트인 조지 벤슨이 워너 브라더스 레코드에서 발매한 스튜디오 음반 20/20을 위해 녹음했다. 이 오리지널 버전은 공동 작곡가인 매서에 의해 프로듀싱되었으며, 1985년에 유럽에서만 싱글로 발매되었다. 2년 후인 1987년에 하와이 출신의 가수 글렌 메데이로스가 커버 버전을 불렀고, 이는 세계적으로 성공을 거두었다.

## 조지 벤슨 버전
조지 벤슨 버전의 싱글 발매에는 벤슨의 커버 버전인 〈Beyond the Sea (La Mer)〉가 수록되어 있다. 벤슨의 〈Beyond the Sea〉 버전은 싱글로 발매되었고, 영국 싱글 차트에서 두 번째 주에 60위로 정점을 찍었고, 이후 2주 동안 차트에 머물렀다.
벤슨 버전의 뮤직 비디오는 벤슨, 여성, 운전기사, 자동차, 비행기가 있는 현장을 보여준다. 벤슨과 여성들은 비디오 내내 나란히 있고, 그는 오른손으로 그녀와 연결되어 있다. 노래가 시작되면 벤슨은 카메라를 보며 여자를 번갈아 바라보며 노래를 부른다. 두 대의 차를 몰고 온 운전기사가 영상 내내 두 사람의 조금 뒤에 나타나 그들을 찾는다. 비디오의 시작과 끝부분에서 벤슨과 여자는 키스를 한다.